# Мандрівні зорі (фільм)
«Мандрівні зорі» (також відомий українською як «Мандрівні зірки», «Блукаючі зірки» та «Блудні зорі») — український радянський повнометражний художній німий фільм. Сценарій фільму базується на однойменній повісті Шолом Алейхема.
Українська прем’єра стрічки відбулась 4 січня 1927 в Києві, а російська — 14 лютого 1927 в Москві.
Станом на 2020 рік фільм вважається втраченим.

## Сюжет
У маленькому єврейському містечку живе талановитий скрипаль Льова Раткович. Він закоханий у єврейську дівчину Рахіль, але батько не дозволяє йому одружитися з «жебрачкою». Льова емігрує і після поневірянь стає видатним скрипалем Лео Рогдаєм, зіркою для імпресаріо Маффі. На гастролях в одному з міст Лео зустрічає Рахіль, яка з політичних міркувань була змушена емігрувати закордон… «Мандрівні зірки» возз’єднуються…

## Творча команда
- Режисери: Григір Гричер-Черіковер
- Сценарист: Ісаак Бабель
- Оператор: Федір Веріго-Даровський
- Художник: Гайнріх Байзенгерц

## В головних ролях
- Я. Брі - ребе Раткович)

Український постер художника К.Г. Болотова

Український постер невідомого художника

- Йосип Дубравін - Льовушка, його син Лео Рогдай
- Раїса Рамі-Шор - Рахіль Монко
- Матвій Ляров - Вітторіо Маффі, імпресаріо
- Н(М?).Барсов - Ретті, диригент
- Берохсон - гер Гальнишкер
- Емма Цесарська - Елен Грене, світська кокотка
- А. Лярова - Грене
- Тамара Адельгейм - її «вихованка»
- Іван Замичковський - Буценко
- К. Саксаганська - його дружина
- Володимир Лісовський - Баулін, студент
- Анна Заржицька, М.Лундіна-Нордт - повії
- Істомін - Меєр, візник
- Владімір Уральскій - швейцар борделю
- Сергій Кореняк - гімназист
- Анастасія Кожевнікова - подруга Рахілі